# Peter Obresa
Peter Obresa (* 6. August 1960 in Recklinghausen) ist ein ehemaliger deutscher Baseball- und Eishockeyspieler und -trainer. 

## Spielerkarriere
Obresa begann das Eishockeyspielen in der Jugend des Mannheimer ERC. Neben Eishockey spielte er seit 1972 Baseball bei den Mannheim Tornados, bei denen er mindestens bis 1977 in der ersten Herrenmannschaft eingesetzt wurde. Er wurde in dieser Zeit Nationalspieler und bei der 1975 in Mannheim ausgetragenen Baseball-Europameisterschaft 1975 in allen Spielen der deutschen Mannschaft eingesetzt. Von 1979 bis 1993 spielte Obresa (Nickname: "Bresl") für den Mannheimer ERC, den jetzigen Adler Mannheim. In 494 Spielen in der ersten Bundesliga erzielte er als Stürmer dieses Vereins insgesamt 219 Tore und gab 270 Torvorlagen. 1980 wurde er mit dem MERC Deutscher Meister in der Eishockey-Bundesliga. Seine aktive Karriere beendete er in der Saison 1993/1994 in der 2. Eishockey-Bundesliga beim Frankfurter ESC. Peter Obresa zählt zu den erfolgreichsten Punktesammlern in der Mannheimer Vereinsgeschichte.

### International
Mit der deutschen Eishockeynationalmannschaft nahm er an den Olympischen Winterspielen 1988 in Calgary und an der Eishockey-Weltmeisterschaft 1989 teil. Dort erzielte er in insgesamt 13 Spielen zwei Tore und gab eine Torvorlage.

## Trainerkarriere
1994 Co-Trainer bei den Frankfurt Lions, von 02/97 bis 10/98 Chef-Trainer. Von 11/98 bis zum Ende der Saison 1998/1999 betreute er den ERC Ingolstadt in der Bundesliga. von 1. November 1999 bis 2001 arbeitete Peter Obresa wieder als Assistenztrainer und als Cheftrainer für die Frankfurt Lions, bevor er als Cheftrainer zum EC Bad Nauheim wechselte. In der Saison 2005/2006 war er Cheftrainer der Wölfe Freiburg.